# 포천 구읍리 석불입상
포천 구읍리 석불입상은 대한민국 경기도 포천시 군내면 구읍리에 있다. 1986년 4월 9일 포천시의 향토유적 제5호로 지정되었다.

## 개요
높이 50cm, 길이 5m의 석축을 쌓고 불단을 만들어 석불을 모셔놓았는데, 주변에 기왓장과 도기편들이 산재한 것으로 보아 불상을 봉안했던 당우나 사찰이 있었던 것으로 추측된다.
석불입상은 화강암 1석으로 조성되어 있으며 소발의 두정에는 큼직한 육계가 있고 상호는 원만하나 마손이 심한 편이다.
양미안, 비량, 구순, 턱 등도 부분적으로 마멸되어 있으나 그 원형은 알아볼 수 있다. 양쪽 귀는 길게 흘렀고 목에도 삼도를 두를 흔적이 희미하게 나타나 있으며, 양어깨는 당당하여 자비스러우면서도 위엄이 있어 보인다. 법의는 통견으로 의문이 뚜렷하게 흘러내렸으며 수인은 왼손은 허리 앞에서 상장하고 오른손은 가슴 앞에서 외장하였다. 
현재 허리 부분 이하의 부분은 매몰되어 있으므로 하부의 의문 처리와 양각 부분은 잘 알 수 없다.
노출된 현 상태의 실측치는 높이 192cm, 어께폭 77cm, 동체 두께 30cm이다.
흔히 미룩불이라 불려오는데 원만한 상호와 가슴의 당당한 모습 등으로 보아 고려 전기의 작품으로 추정된다.